# Téapleu
Téapleu  è una città e sottoprefettura della Costa d'Avorio appartenente al dipartimento di Zouan-Hounien. Conta una popolazione di 39 224 abitanti (censimento 2014).